# Franz Bertram (Politiker, 1805)
Franz Bertram (* 8. Februar 1805 in Hachenburg; † 17. August 1863 in Wiesbaden) war Kaufmann und Politiker im Herzogtum Nassau.

## Leben
Bertram wurde als Sohn des Weinhändlers und nassauischen Landtagsabgeordneten Peter Jacob Franz Bertram (1779–1857) und dessen Frau Dorothea, geborene Rösgen (1780–1848) geboren. Philipp Bertram war sein Bruder. Er wuchs zunächst in Hachenburg auf, kam jedoch schon als Kind nach Wiesbaden. Dort heiratete er, der katholischer Konfession war, am 21. Februar 1830 Katharina Margarethe geborene Kalb (* 17. Juni 1809 in Wiesbaden; † 7. September 1854 ebenda), die Tochter des Wiesbadener Ratsherren und Kaufmanns Conrad Kalb. Er war Gastwirt, Kaufmann und Weinhändler in Wiesbaden.

## Politik
1846 bis 1848 war er Mitglied der Deputiertenkammer der Landstände des Herzogtums Nassau, gewählt für die Gruppe der Gewerbetreibenden. Während der Märzrevolution war er Mitglied des Frankfurter Vorparlaments. Er gehörte 1848 zu den Gründungsmitgliedern des "Vereins für Freiheit, Gesetz und Ordnung". Im gleichen Jahr wurde er Mitglied des Wiesbadener Stadtrates. 1848 bis 1851 war er für den Wahlkreis XII (Wiesbaden/Hochheim) Mitglied der nassauischen Ständeversammlung. Im Landtag schloss er sich dem "Club der Rechten" an. Zwischen 1849 und 1854 gehörte er dem Beirat der Landesbanksdirektion an.